# Belmondo (együttes)
A Belmondo zenekart Czutor Zoltán alapította 2005 végén, korábbi együttese, a Nyers feloszlása után. A zene iránt elkötelezett, rutinos előadókat keresett, akik szerettek volna valami mást, valami újat kipróbálni. Jó értelemben vett népszerű rockzenét játszani, ami után még tükörbe lehet nézni.
Stílusuk saját meghatározásuk szerint „beatmetál”. Ebben a rock, a beat, a metál, a Red Hot Chili Peppers-ös funk elemek szabad játékossággal keveredhetnek ’horribile dictu’ akár sanzonos, akár diszkós elemekkel is.
Hangszerek, tagok kronológiai sorrendben:
- Ének, gitár: Czutor Zoltán 2005-
- Gitár: Szabó László 2005-
- Basszusgitár: Temesi Bertalan 2005-2011; Domján Gábor 2011-2013; Paczári Viktor 2013-
- billentyűsök: Pulius Tamás 2005-2011; Koltay Kurszán 2011-2013; Derecskei Zsolt (2013-2016)
- Dob: Kottler Ákos 2005-2007; Szakadáti Mátyás 2007-2008; Reggel Ferenc 2008-2012, 2022-; Szumper Ádám Ákos 2014-2017, Csák Szabolcs 2017-2020, Prommer Patrik 2021-2022.
- Beatbox, percussion, dob: Fekete János „Jammal” 2012-2013

A Belmondo elsősorban koncertzenekar és létezésének közel 6 éve alatt minden évben növelték élő fellépéseik számát. Előadásaikon garantált a jó hangulatú élcelődés, a gegek és fricskák, szövegeik egyszerre elgondolkodtatóak és humorral fűszerezve tartanak tükröt a közönségnek.
Nyolc stúdióalbumot készítettek el, 2012-ben pedig egy magyar-angol (egy dal erejéig pedig olasz) nyelvű válogatáslemezzel gyarapították kiadványaik sorát, melyre 12-12 dalt válogattak ki a korábbi korongokról, 4 dal pedig eredeti újként került erre az albumra.

## Története

### 2005–2010
A Belmondo első dala és klipje (Lesz, volt, van) 2006 januárjában került napvilágra és mindjárt a leggyakrabban megszólaló hazai számok egyike lett. Ezt követően, 2006 májusában megjelent első nagylemezük is, az “Él ilyen Alien”, melyhez a későbbiekben még 3 videóklip (Mégis remél; Nyugi, megváltozom; Minden nő) készült.
2006 nyarán az alighogy felbukkanó Belmondo együttes már megkapta első VIVA Comet díj jelölését is az új zenekarok kategóriájában.
2008-ban kiemelkedő teljesítményt nyújtottak többek között a magyar MTV által rendezett MTV Icons siófoki koncertsorozatán, ahol a Belmondo az LGT előtt tisztelgő napon lépett fel.
Második nagylemezük (Hogy nézel rám?) 2008 nyarán jelent meg. Ennek első kislemez sikere a Rocksztár című szám, melyhez egyik leglátványosabb klipjüket készítették. 2008 decemberére leforgatták az album második videóklipjét is a “Szájszám” című dalhoz, mely a TELEKOM Fenntarthatósági Nap pályázatán Zene kategóriában 1. helyezést ért el.
2009-re új számok és egy kiemelkedő rádiósiker is napvilágot látott, ez a “Szabadon” című dal, mely az MR2 2009-es válogatáslemezén is szerepelt és amelyhez egy animációs klip is készült. Részt vettek fellépőként ismét többek között az MTV Icon EDDA napon, a Red Bull Music Clash rendezvényen a KFT-vel, a Magyar Dal Napján számos helyszínen, jelölték őket a VIVA Comet „Legjobb magyar pop/rock album” kategóriában, illetve készítettek egy MR2 akusztik felvételt is.
2010-ben a frontember (Czutor Zoltán) fellépett az MTV Icons Nagy Feró napján, ez év végén jelent meg a harmadik Belmondo album, a "Szájba rágót!", mely sokkal komplexebb és kiforrottabb, mint az előző kettő. Az első pop-os hangzása, a második rockzúzása után ez a lemez sokkal inkább beat-esnek, fülbarátabbnak mondható. Az album első klipje a “Drága lányok” című számhoz készült, melyet decembertől tartott műsoron a magyar MTV.
2010 novemberében döntősök voltak a Jazzy Rádió dalversenyén. A sajátos felfogásban átdolgozott Belmondo dal 300 mű közül került a legjobbak közé.

### 2011-től napjainkig
A 2011-es év rendkívül jól indult a Belmondónak. Január végén készítettek egy közös dalt Fábián Julival (ex-Barabás Lőrinc Eklektric) „A lelke érdekel” címmel a Jazzy Rádió felkérésére, amelyet az MR2 tartott műsoron. Ugyanezen társaság felkérte őket egy nőnapi dal megírására is. Címe: „Angyal lennél”, melyen Pély Barnabással, Gitanoval és Gájer Bálinttal dolgoztak együtt.
Váratlanul robbant a köztudatba 2011 februárjában az MR2 által napi több alkalommal játszott, szívbemarkoló szerelmes daluk, a „Mikor”, amely még albumon sem jelent meg, de a rádióhallgatók hetek alatt beszavazták az utóbbi tíz év legjobb 15 száma közé. A 2011-es Sziget Fesztiválon a Magyar Rádió szimfonikusaival mutatták be a dalt. Időközben a hivatalos klip is elkészült hozzá – Kovács Áron rendezésében.
A Pannónia Fesztivál felkérte őket, hogy írják meg a 2011-es PaFe hivatalos dalát, és ebben az évben született a „Süt rám a nap” című zeneszám is.
Czutor Zoltán, a Belmondo vezetője 2011. április 15-én megkapja az ARTISJUS „Az év szövegírója” díját.
2011 szeptemberében a zenekar egy nagyobb változáson esik át: közös megegyezéssel csere történik a basszusgitáros és zongorista poszton. Berci helyére a Deviszont és a Piknik Park zenekar basszusgitárosa Domján Gábor kerül, míg Tamás pozícióját Koltay Kurszán veszi át, aki a Plutó zenekarból lehetett korábban ismerős.

A 2011-es Sziget fesztivál egyik legkülönlegesebb attrakciójaként a Belmondo is eljátszott 2 dalt a Magyar Rádió Szimfonikusaival. A koncert 2011 decemberében CD-n és DVD-n is megjelent, majd a 12 szimfonikus, MR2 kultúrkörhöz tartozó zenekarból négyet – köztük a Belmondót - kiválasztották, hogy december 19-én az Arénában ismételjék meg nagysikerű előadásukat.
A 2011-es év méltó megkoronázása volt a negyedik, Mikor című Belmondo album megjelentetése. A lemezen 13 Belmondo dal szerepel, köztük a 2011-es év egyértelmű sikere, a címadó Mikor. Az album megjelenésekkor már legalább 5 új dal ismert volt a rádióhallgató, koncertre járó közönség előtt (Mikor, Nőj már fel, Süt rám a nap, Végre itt a várva várt és a 2011-es karácsonyi kedvenc, az Angyalkák).
Eközben elkészült a “Nőj már fel” című dalra a zenekar következő klipje, ami felfogható a 2011-es fesztiválszezon összefoglalásaként.
Az új basszusgitáros és billentyűs Domján Gábor és Koltay Kurszán a 2011-es év végi kiváló hangulatú Belmondo koncerteken már igazolták is a hozzájuk fűzött reményeket.
2012 februárjában csatlakozott a zenekarhoz Fekete János Jammal, aki beatbox játékával igazán új, friss hangulatokat hozott a Belmondo élő- és stúdiómegszólalásába is.
A 2012-es évben 3 Belmondo videóklip is készült. A “Libidó” és a “Gyereknek maradni” című dalok, még a “Mikor” album számai.
Év végén új, összefoglaló dupla albumuk „Good, Better, Belmondo” jelent meg, melyre 12-12 dalt válogattak ki szubjektív módon a korábbi korongokról és újból felvették őket angolul és magyarul.
A lemezen szerepel két-két vadonatúj angol, illetve magyar nyelvű dal is: az előbbiek a „Feelings” és a „Time to come alive” címet viselik, az utóbbiak pedig a „Szájalok” és a „Rovarsong”. Ennek a kettőnek az a különlegessége, hogy minimál hangszereléssel készült, Czutor Zoli gitározik, Fekete János „Jammal” pedig beatbox-szal egészíti ki a hangzást. A „Szájalok”-hoz készült a 3. 2012-es Belmondo klip. A Petőfi Rádió és más vidéki adók ezt a dalt is rotációs játszásba tették.
2013 februárjában a Belmondo 3 új dalt rögzített, melyet egy nőnapi maxi kiadvány keretében hoznak nyilvánosságra. A maxi első dalához (Emelt díjas lányok) klipet is forgattak. Ezzel egy időben készült el első angol nyelvű klipjük a '„You’re An Amateur"' című számukhoz.
Úgy tűnik, a nyár slágere a Belmondótól mégis egy váratlan új dal, amihez már most több klubmix is készült. A szám címe: We Could Lie, melyhez már remix is készült.
Az augusztus a változás jegyében telt a zenekar életében, a tagcseréknek köszönhetően. Domján Gábor basszusgitáros helyét Paczári Viktor (Checkpoint Charlie, Chris Devil Trio) vette át, a dobok mögött pedig Borbély Lőrinc tevékenykedik tovább. Billentyűs poszton Derecskei Zsolt, a The Bits alapítója, az időnként a zeneakadémiai elfoglaltságai miatt akadályoztatott Koltay Kurszánt pótolja. November elején a zenekar kiadja a legújabb Kooperatív című lemezét, melyen olyan vendég művészek vesznek részt, mint Szekeres András /Junkies, Judie Jay, Fourtissimo, Kiss György/Gyurma, Czutor Anett, Szolnoki Péter, Szirtes Edina Mókus, Baranyai Dániel, Eckü /Hősök, Bartha Timi, Kovács Krisztián /Fish, Hippihonder.
Az album „Szívjuk El” című dalára forgott először a kamera, melyben Czutor Zoli és Kovács Krisztián (Fish!) szerepelnek.
2014-ben az együttes bekerült A Dal 2014 eurovíziós nemzeti dalválasztó show elődöntőjébe Miért ne higgyem? című dalukkal.

## Tagok
- Paczári Viktor (basszusgitár)
- Szabó László (gitár)
- Czutor Zoltán (ének, gitár)
- Reggel Ferenc (dob)

## Diszkográfia
- Él ilyen Alien (2006)
- Hogy nézel rám? (2008)
- Szájba rágót! (2010)
- Mikor (2011)
- Good, Better, Belmondo (2012) dupla album
- Kooperatív (2013)
- Kalapot le! (2015)
- Pár Piálás (2017)
- Hülye gyerekek (2020)
- Királyok kutyái (2023)

## Díjak, jelölések
- Viva Comet jelölés - „Új zenekar” kategória (2006)
- TELEKOM Fenntarthatósági Nap – Zene kategória/1. Hely (2008)
- Viva Comet jelölés - „Legjobb magyar pop/rock album” (2009)
- Jazzy Rádió dalverseny – döntő (2010)